# 1919 a filmművészetben

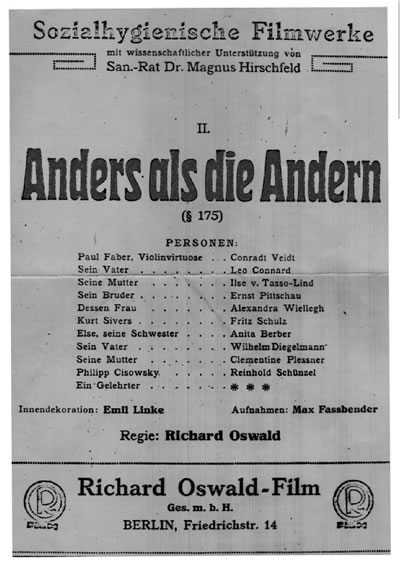
Eredeti 1919-es plakát az első homoszexuális filmről, Anders als die Andern.

## Események
- február 5. – Charlie Chaplin, Mary Pickford, Douglas Fairbanks és D. W. Griffith megalapítja a United Artists filmstúdiót.
- április 12. – A világon első helyen Magyarországon államosítják a teljes filmipart. A szakma hivatalos lapja  a Vörös film. A filmesek nem vették rossz néven az államosítást, amely védelmet is nyújthatott a nemzetközi konkurencia ellen.
- április 17. – Hans Vogt, Jo Engl, és Joseph massolle német feltalálók hangosfilmkészítő eljárást szabadalmaztatnak.
- Oscar Micheaux forgalomba hozza a The Homesteader című első afrikai-amerikai gyártású és rendezésű nagyjátékfilmet.
- nyár – Kertész Mihály Bécsben köt szerződést és többé nem tér vissza Magyarországra.
- szeptember 9. – Moszkvában megalakul a világ első filmiskolája Lenin kezdeményezésére, az Ösz-szövetségi Kinematográfiai Intézet.

## Filmbemutatók
- A kis kávéház (Le Petit Café) – rendező Raymond Bernard, főszereplő Max Linder
- A vasgyáros (Il padrone delle ferriere) – rendező Eugenio Perego
- Arne úr kincse – svéd film, rendező Mauritz Stiller.
- Back Stage – egy 'Fatty' Arbuckle / Buster Keaton rövidfilm
- Blind Husbands – rendező Erich von Stroheim
- Bolshevism on Trial – rendező Harley Knoles
- Letört bimbók – rendező D. W. Griffith, főszereplő Lillian Gish és Richard Barthelmess
- Dr. Caligari (Das Kabinet des Dr. Caligari) – rendező Robert Wiene, főszereplő Werner Krauss és Conrad Veidt
- Daddy-Long-Legs – főszereplő Mary Pickford
- A Day's Pleasure – egy Charlie Chaplin rövidfilm
- The Homesteader
- Madame DuBarry – főszereplő Pola Negri és Emil Jannings
- Male and Female – főszereplő Gloria Swanson; rendező Cecil B. DeMille
- The Garage – egy 'Fatty' Arbuckle / Buster Keaton rövidfilm
- Shackleton's Expedition to the Antarctic (dokumentumfilm)
- Sunnyside – egy Charlie Chaplin rövidfilm
- The Sentimental Bloke
- True Heart Susie – főszereplő Lillian Gish

## Magyar filmek
- Kertész Mihály – Jön az öcsém, Liliom
- ismeretlen rendező – Őfelsége, a király nevében
- Lázár Lajos – Tegnap, Uriel Acosta
- Korda Sándor – Yamata, Se ki, se be, Fehér rózsa, Ave Caesar
- Balogh Béla – Tilos a csók, Nantas, A baba
- ifj. Uher Ödön – Éj és virradat
- Deésy Alfréd – A Szív tévedései, Ki a győztes?, Isten hozzád, Szerelmem, Halcyone, A falusi kislány Pesten, Éva, A betörő, A becstelen, Ámor
- Garas Márton – Twist Olivér, A lélekidomár, A legnagyobb bűn, Kutató Sámuel
- Pásztori M. Miklós – A tékozló fiú
- Lajthay Károly – A csempészkirály, Júlia kisasszony, A kormánybiztos, Az Ősasszony
- Hintler Cornélius – Teherán gyöngye, Az elrabolt szerencse

## Rövidfilm-sorozatok
- Harold Lloyd (1913–1921)
- Charlie Chaplin (1914–1923
- Buster Keaton (1917–1941)

## Születések
- január 1. – Carole Landis, színésznő († 1948)
- január 13. – Robert Stack, színész († 2003)
- január 21. – Jinx Falkenburg, színésznő († 2003)
- január 23. – Ernie Kovacs, komédiás, színész († 1962)
- január 24. – Coleman Francis, amerikai színész, rendező, producer, forgatókönyvíró († 1973)
- február 4. – Halász Géza, színész († 1957)
- február 5. – Red Buttons, színész († 2006)
- február 10. – Komlós Juci, magyar színésznő, a Nemzet Színésze († 2011)
- február 10. – Bessenyei Ferenc, magyar színész, a Nemzet Színésze († 2004)
- február 11. – Gábor Éva, színésznő († 1995)
- február 18. – Jack Palance, színész († 2006)
- március 2. – Jennifer Jones, színésznő († 2009)
- március 12. – Frank Campanellas, amerikai olasz (szicíliai) színész († 2006)
- március 25. – Jeanne Cagney, színésznő († 1984)
- március 29. – Eileen Heckart, színésznő († 2001)
- április 7. – Gábor Miklós, színész († 1998)
- április 13. – Howard Keel, színész († 2004)
- április 17. – Turgonyi Pál, színész († 2008)
- április 18. – Vondell Darr, gyerek színésznő († 2012)
- április 30. – Fogarassy Mária, színésznő († 1997)
- május 8. – Lex Barker, színész († 1973)
- május 13. – Kiss László, színész († 1968)
- május 23. – Betty Garrett, színésznő († 2011)
- június 12. – Uta Hagen, színésznő († 2004)
- június 14. – Sam Wanamaker, rendező, színész († 1993)
- június 18. – Jüri Järvet,  észt színész († 1995)
- június 19. – Pauline Kael, filmkritikus († 2001)
- június 24. – Al Molinaro, színész († 2015)
- június 29. – Slim Pickens, színész († 1983)
- július 7. – Jon Pertwee, színész († 1996)
- július 14. – Lino Ventura, olasz származású francia színész († 1987)
- július 26. – Virginia Gilmore, színésznő († 1986)
- augusztus 2. – Nehemiah Persoff, színész
- augusztus 2. – Sallai Kornélia, színésznő († 2001)
- augusztus 8. – Dino De Laurentiis, producer († 2010)
- szeptember 2. – Marge Champion, táncos, színésznő, koreográfus († 2020)
- szeptember 14. – Ranódy László filmrendező († 1983)
- szeptember 18. – Diana Lewis, színésznő († 1997)
- szeptember 26. – Barbara Britton, színésznő († 1980)
- október 5. – Donald Pleasence, színész († 1995)
- október 7. – Herbert Stass, színész és szinkronszínész († 1999)
- október 28. – Bernhard Wicki, színész, filmrendező († 2000)
- november 4. – Shirley Mitchell, színésznő († 2013)
- november 4. – Martin Balsam, színész († 1996)
- november 13. – Mary Beth Hughes, színésznő († 1995)
- november 15. – Nova Pilbeam, színésznő († 2015)
- november 19. – Alan Young, színész († 2016)
- november 20. – Evelyn Keyes, színésznő († 2008)
- november 20. – Schuller Imre, operatőr, filmrendező († 2009)
- december 12. – Fritz Muliar, színész, komikus, színházi és filmrendező († 2009)
- december 25. – Hindi Sándor, színész († 1982)